# Limia ornata
Limia ornata är en fiskart som beskrevs av Regan, 1913. Limia ornata ingår i släktet Limia och familjen Poeciliidae. Inga underarter finns listade i Catalogue of Life.